# Digomphia densicoma
Digomphia densicoma là một loài thực vật có hoa trong họ Chùm ớt. Loài này được (Mart. ex DC.) Pilg. mô tả khoa học đầu tiên năm 1910.